# Royaume de Kapisa
Pour les articles homonymes, voir Kapissa.
Le Royaume de Kapisa, également appelé royaume de Cao par les Chinois, dans le livre des Sui, est un royaume des environs du VIIe siècle, dont la capitale était Kapisi (en), actuelle Begrâm (chinois Behe), appelé alors Xiuxian dudufu (aire de commande de Sudarcana), en Afghanistan. Il existe encore aujourd'hui en Afghanistan la province de Kapissa.
Xuanzang le décrit dans son périple vers l'Inde qu'il atteint en 630. Il y arrive en passant par le col du Shibar et redescendant vers la capitale à environ soixante kilomètres au nord de la moderne Kaboul. Il compte plus de cent monastères et 6 000 moines de l'école bouddhique mahāyāna pour la plupart, ainsi que plus 1 000 temples consacrés à Deva, sur la terre fameuse du Gandhara. Il s'agit d'un royaume gouverné par les Turcs de la tribu Suli, le livre des Sui, le décrit comme, à la fois allié et ayant d'importants échanges avec la dynastie Tang.